# Woodside (Californië)
Woodside is een plaats (town) in de Amerikaanse staat Californië, en valt bestuurlijk gezien onder San Mateo County.

## Demografie
Bij de volkstelling in 2000 werd het aantal inwoners vastgesteld op 5352.
In 2006 is het aantal inwoners door het United States Census Bureau geschat op 5509, een stijging van 157 (2,9%).

## Overleden
- Shirley Temple (1928-2014), actrice en diplomaat
- Robert Taylor (1932-2017), informaticus

## Geografie
Volgens het United States Census Bureau beslaat de plaats een oppervlakte van
30,5 km², geheel bestaande uit land. Woodside ligt op ongeveer 46 m boven zeeniveau.

## Plaatsen in de nabije omgeving
De onderstaande figuur toont nabijgelegen plaatsen in een straal van 8 km rond Woodside.